# Saint-Maximin-la-Sainte-Baume
Saint-Maximin-la-Sainte-Baume (okzitanisch Sant Maissemin de la Santa Bauma) ist eine französische Gemeinde mit 17.691 Einwohnern (Stand 1. Januar 2022) im Département Var in der Region Provence-Alpes-Côte d’Azur. Sie ist Hauptort des gleichnamigen Kantons im Arrondissement Brignoles.

## Geographie
Saint-Maximin-la-Sainte-Baume liegt etwa 40 Kilometer nordöstlich von Marseille, in einem kleinen Becken, das vor Urzeiten der Boden eines Sees war, nahe den Quellen des Argens. Teile des Gemeindegebietes gehören zum Regionalen Naturpark Sainte-Baume.

## Geschichtliches
Unter der Vichy-Regierung wurde März 1940 in St. Maximin ein Überwachungslager eingerichtet. Im September 1940 wurden dort militante „Extremisten“, Gewerkschafter und Anarchisten untergebracht. Einer der Insassen war Célestin Freinet, der allerdings schon im Mai 1940 nach Cabanet (Ardèche/07) verlegt wurde, einem Lager für unerwünschte Franzosen.

## Bevölkerung
Saint-Maximin-la-Sainte-Baume konnte im letzten Viertel des 20. Jahrhunderts und insbesondere in den 1980er Jahren einen bemerkenswerten Bevölkerungszuwachs verzeichnen. Zwischen 1962 und 2006 hat sich die Einwohnerzahl mehr als verfünffacht.
| Jahr                       | 1962 | 1968 | 1975 | 1982 | 1990 | 1999   | 2006   | 2017   |
| Einwohner                  | 2755 | 3180 | 4013 | 5511 | 9504 | 12.402 | 14.183 | 16.433 |
| Quellen: Cassini und INSEE |      |      |      |      |      |        |        |        |

## Sehenswürdigkeiten
Saint-Maximin ist vor allem durch die Basilika Ste-Marie-Madeleine bekannt, welche als größte gotische Kirche der Provence gilt. Hier befindet sich auch eine der größten Barockorgeln Frankreichs, die im Jahr 1773 von dem Mönch Isnard geschaffen wurde und Musikliebhaber aus aller Welt anzieht. Unter der Kathedrale in einer Gruft befindet sich angeblich das Grab von Maria Magdalena.
Neben der Basilika liegen der ebenfalls gotische Couvent Royal, ein ehemaliger Dominikanerkonvent aus dem 13. bis 15. Jahrhundert, und das barocke Rathaus von 1750.

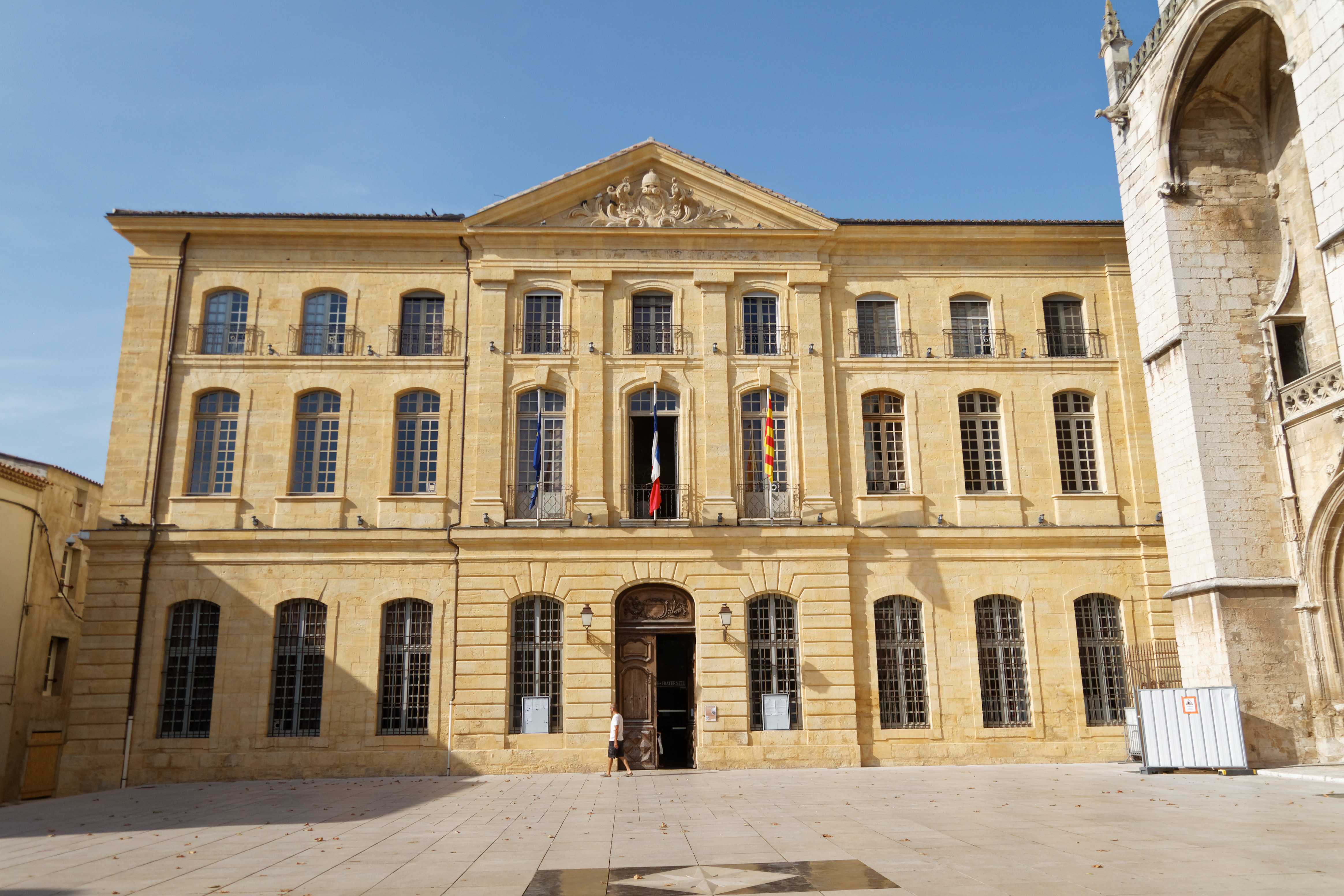
Rathaus (Hôtel de ville)
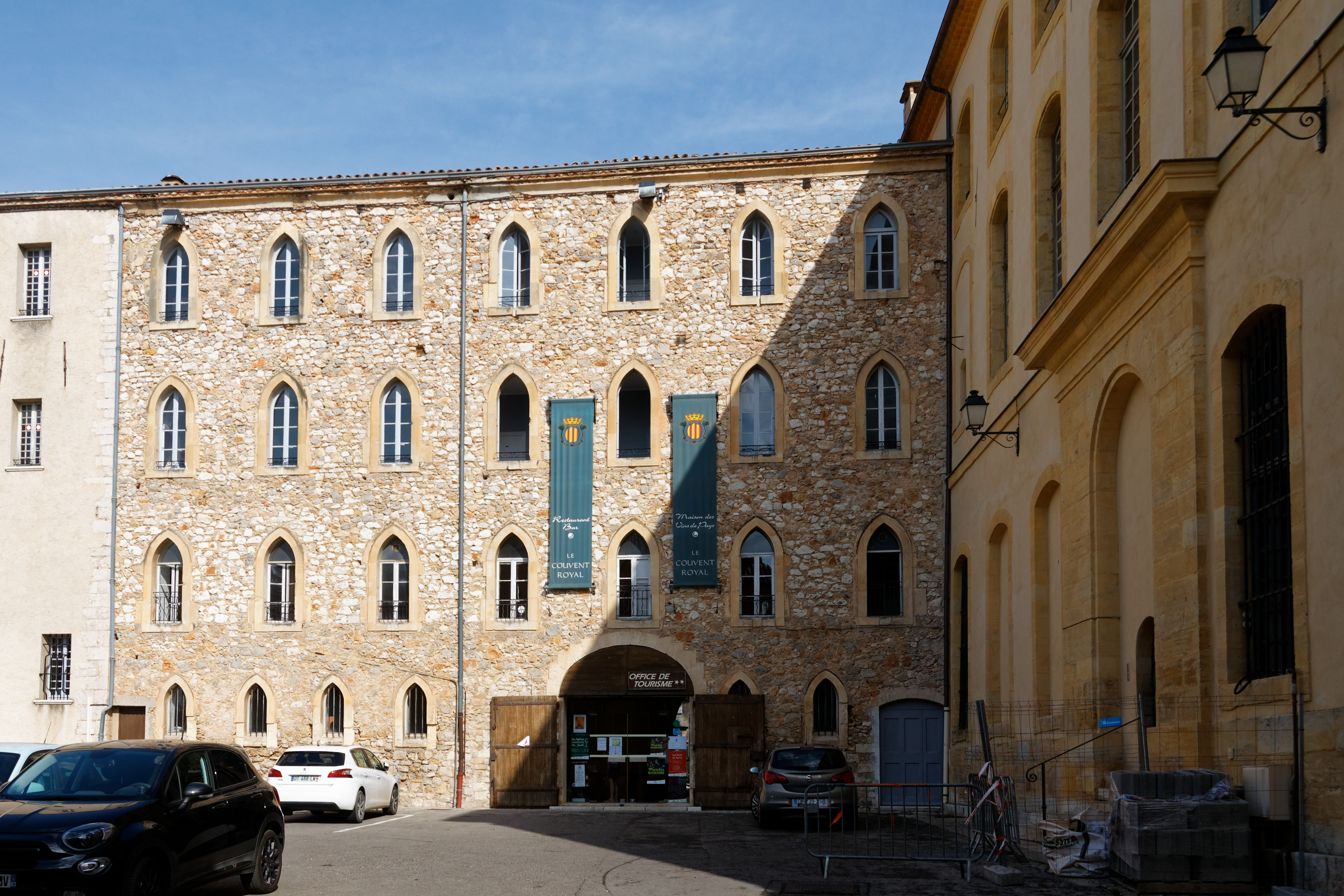
Couvent Royal
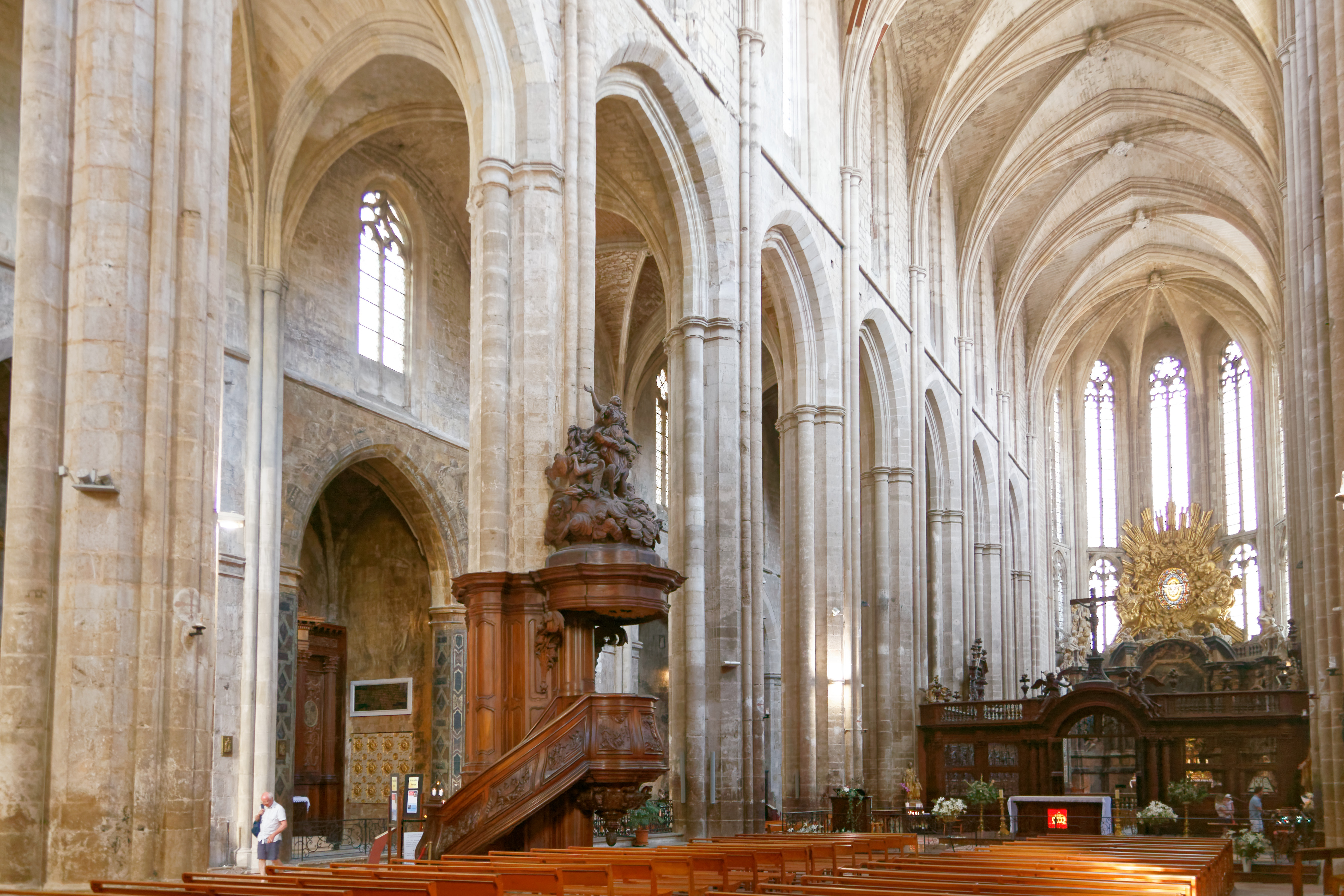
Innenraum der Basilika
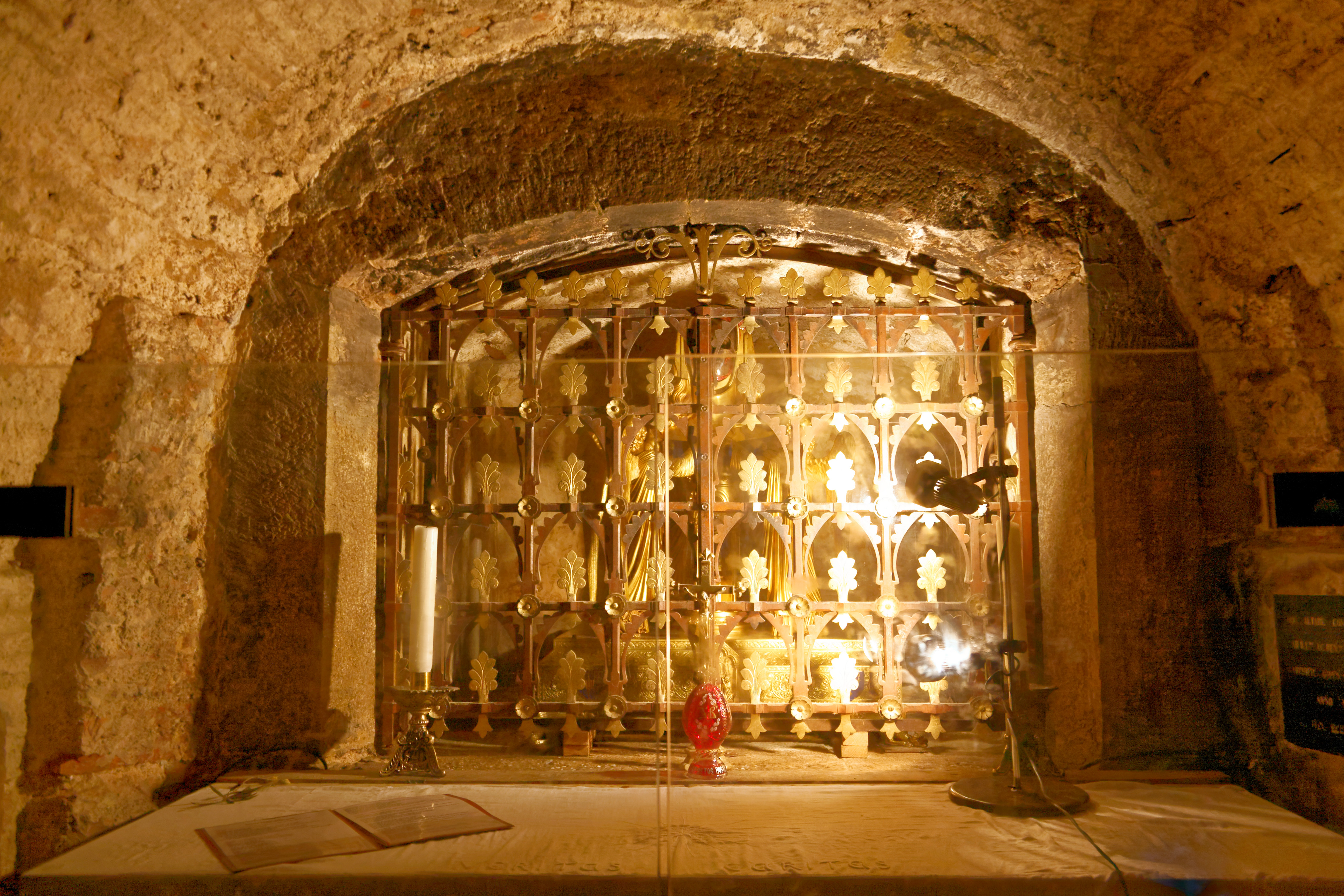
Reliquienschrein der Maria Magdalena

## Städtepartnerschaft
Die Stadt ist durch eine Städtepartnerschaft mit San Vincenzo in der Toskana (Italien) verbunden.